# Cozumelhärmtrast
Cozumelhärmtrast (Toxostoma guttatum) är en fågel i familjen härmtrastar inom ordningen tättingar.

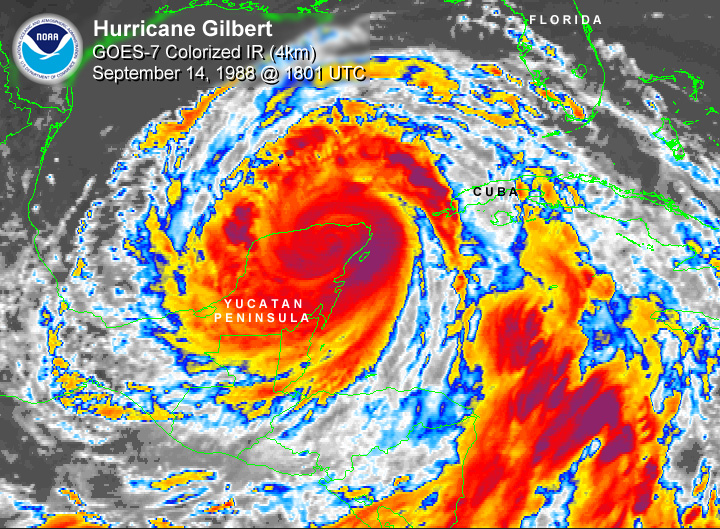
Orkanen Gilbert hade en förödande påverkan på cozumeltrastens bestånd. Cozumel syns strax utanför Yucatánhalvön.

## Utseende
Cozumelhärmtrasten är, eller var, en brun och vit 23 centimeter lång fågel med lång, nerböjd näbb. Ovansidan är djupt kastanjebrun med två vita vingband, undersidan vit men kraftigt svartstreckad. Ansiktet är gråaktigt med ett blekare ögonbrynsstreck. Näbb och ben är svarta. Sången är komplex och gnisslig.

## Utbredning och status
Fågeln förekommer endast på ön Cozumel utanför den mexikanska Yucatánhalvön. Från att ha varit relativt vanlig minskade den kraftigt efter att den mycket starka orkanen Gilbert träffade ön 14 september 1988. Efter att ytterligare en orkan, Roxanne, passerade ön 1995 har fågeln endast observerats fyra gånger med säkerhet 2004, då troligen en och samma individ. 2005 drabbades ön av ytterligare två orkaner, varav en av dem, Wilma, var mycket kraftig. IUCN kategoriserar därför fågeln som akut hotad.